# Selsbakk (przystanek kolejowy)
Selsbakk – kolejowy przystanek osobowy w Selsbakk, w regionie Trøndelag w Norwegii, jest oddalony od Oslo Sentralstasjon o 546,44 km a od Trondheim o 6,43 km. Znajduje się na wysokości 66,7 m n.p.m.

## Ruch pasażerski
Należy do linii Dovrebanen, Jest elementem kolei aglomeracyjnej w Trondheim i obsługuje lokalny ruch do Røros, Trondheim S i Steinkjer. W ciągu dnia odchodzi z niej ok. 10 pociągów.

## Obsługa pasażerów
Wiata, parking na 7 samochodów. Odprawa podróżnych odbywa się w pociągu.